# Shit on You (chanson)
Singles de D12
Purple Pills
(2001)
Shit on You ou S*** on You en version censurée est une chanson du groupe de rap américain D12, tirée de l'album Devil's Night sorti en 2001. Produite par Eminem et DJ Head, elle constitue le premier single extrait de Devil's Night. La chanson est distribuée par Interscope Records et Shady Records, label fondé par Eminem et Paul Rosenberg. La chanson a connu un grand succès en se classant notamment quatrième au Canada ou encore dixième au Royaume-Uni.

## Genèse
Shit on You a été écrite pour le premier album studio de D12, Devil's Night sortie en 2001. Des références sont faites dans la chanson à John Candy, JonBenét Ramsey, Richard Pryor et Steve Stout. Le rappeur de Détroit Royce da 5'9", alors en froid avec le groupe D12 créa une diss song appelée Shit on U et réutilisant la mélodie de la version de D12. Pour anecdote, Royce da 5'9" et Eminem se réconcilièrent en 2011 et firent un album commun, qui eut un grand succès, sous le nom de Bad Meets Evil. Le rappeur Proof, seul membre du groupe à ne pas participer au titre, reprendra lui aussi la mélodie pour une version solo intitulée Shoot At You, sortie en 2002. La chanson devait à l'origine être présente sur la face B du single Purple Pills.

## Clip vidéo
Le clip a été tourné dans les rues de Détroit au Michigan, ville d'origine des membres du collectif D12. Ils rappent devant des lieux comme le Fox Theatre, le Brewster-Douglass Housing Projects, le mémorial à Joe Louis, la Michigan Central Station ou le Comercica Park. La vidéo est tournée en noir et blanc sauf pour quelques scènes où apparaissent Eminem, Bizarre et Proof. Le dernier cité ne rappe pas dans la chanson mais introduit le clip vidéo.

## Liste des pistes
| - CD Single version Europe et cassette version Royaume-Uni 1. "Shit on You" (D. Porter, D. Holton, M. Mathers, O. Moore, R. Johnson, V. Carlisle) - 5:30 2. "Under The Influence" (D. Porter, D. Holton, M. Mathers, O. Moore, R. Johnson, V. Carlisle) - 5:14 - Maxi single version Europe 1. "Shit on You" - 5:30 2. "Under The Influence" - 5:14 3. "Shit on You" (Instrumental) - 5:19 4. "Shit on You" (Music Video) - 5:26 - CD single version États-Unis 1. "Shit on You" (Street Mix) - 5:30 2. "Shit on You" (Clean Version) - 5:30 3. "Shit on You" (Acapella) - 5:26 4. "Shit on You" (Instrumental) - 5:19 - 12" vinyle version Royaume-Uni 1. "Shit on You" - 5:30 2. "Shit on You" (Instrumental) - 5:19 3. "Under The Influence" - 5:14 - 12" vinyle version États-Unis 1. "Shit on You" (Street Version) - 5:30 2. "Shit on You" (Clean Version) - 5:30 3. "Shit on You" (Acapella) - 5:26 4. "I Remember (Dedication to Whitney Ford)" (Street Version) - 5:43 5. "Shit on You" (Instrumental) - 5:19 6. "I Remember (Dedication to Whitney Ford)" (Instrumental) - 5:40 |

## Classement hebdomadaire
| Classement (2001)                      | Meilleure position |
| -------------------------------------- | ------------------ |
| Australie (ARIA)                       | 77                 |
| Autriche (Ö3 Austria Top 40)           | 45                 |
| Belgique (Flandre Ultratop 50 Singles) | 17                 |
| Canada (Hot 100)                       | 4                  |
| Irlande (IRMA)                         | 12                 |
| Pays-Bas (Nederlandse Top 40)          | 11                 |
| Nouvelle-Zélande (RMNZ)                | 32                 |
| Royaume-Uni (UK Singles Chart)         | 10                 |
| Suède (Sverigetopplistan)              | 25                 |
| Suisse (Schweizer Hitparade)           | 21                 |